# یانگ چانگلینگ
یانگ چانگلینگ (انگلیسی: Yang Changling؛ زادهٔ ۱۱ مارس ۱۹۶۵) کشتی‌گیر اهل چین بود. وی در بازی‌های المپیک تابستانی ۱۹۸۸ شرکت کرده‌است.